# Thomas Lyngby
Thomas Lyngby (født 1971) er en dansk historiker, museumsmand og forfatter. Han arbejder som forskningschef og museumsinspektør ved Det Nationalhistoriske Museum på Frederiksborg Slot.
Lyngby har udgivet flere bøger om dansk og europæisk kulturhistorie.

## Udvalgt bibliografi
- Den sentimentale patriotisme (2001)
- Norgesbilleder (2004)
- Rejse gennem Islands historie (2008)
- Frederiksborg - Slot og Museum (2009, sammen med Mette Skougaard)
- Danmark største søhelte (2010)
- Magt og pragt : enevælde 1660-1848 (2010)
- 1814 : spillet om Danmark og Norge (2014, sammen med Marit Berg)
- Måder at bo på (2014)
- Mellem Brødre (2016)
- Frederiksborg Slotskirke (2017)